# Henryk Wechsler
Henryk Gustaw Wechsler (ur. w 1909, zm. 5 sierpnia 1990) – harcmistrz, Komendant Warszawskiej Chorągwi Harcerzy ZHP w latach 1935–1938. 
Od maja 1935 roku był Komendantem Warszawskiej Chorągwi Harcerzy. Został odwołany z tej funkcji 10 października 1938 roku przez Naczelnika Harcerzy Zbigniewa Trylskiego. Był jednym z inicjatorów i organizatorów kursów instruktorskich nad Wigrami.
W 1938 roku był oficerem rezerwy Wojska Polskiego.
Napisał m.in. ważny artykuł O tradycji i kursach wigierskich [w:] „Harcerstwo”, 1948, Nr 1.